# Cantó de Longué-Jumelles
El cantó de Longué-Jumelles és un cantó francès del departament de Maine i Loira, situat al districte de Saumur. Té 8 municipis i el cap es Longué-Jumelles.

## Municipis
- Blou
- Courléon
- La Lande-Chasles
- Longué-Jumelles
- Mouliherne
- Saint-Philbert-du-Peuple
- Vernantes
- Vernoil-le-Fourrier

## Història
| Data d'elecció                           | Identitat         | Partit                      | Qualitat |
| ---------------------------------------- | ----------------- | --------------------------- | -------- |
| 1945-1976                                | Lucien Boissin    | SFIO, després Divers gauche |          |
| 1976-1998                                | Edmond Alphandéry | UDF-CDS                     |          |
| 2008-                                    | Michel Ruault     | UMP                         |          |
| les dades anteriors no són pas conegudes |                   |                             |          |
|                                          |                   |                             |          |

## Demografia
| A partir de 1990: Població sense dobles comptes |